# Baltazar Brito Guadarrama
Baltazar Brito Guadarrama (Guerrero, 6 de enero de 1966) es un etnohistoriador, mesoamericanista y funcionario público mexicano. Es director de la Biblioteca Nacional de Antropología e Historia (BNAH) y coordinador de Archivos del Instituto Nacional de Antropología e Historia.Se especializa en el estudio de códices mesoamericanos y coloniales su interpretación y paleografía así como la historia de Mesoamérica y la Nueva España.

## Trayectoria
Brito estudió la licenciatura en etnohistoria en la Escuela Nacional de Antropología e Historia e hizo una maestría y doctorado en Estudios Mesoamericanos en la Universidad Nacional Autónoma de México.En 2013 asumió la dirección de la BNAH y el cargo de Coordinador Nacional de Archivos del mismo instituto.En 2014 trabajó en la devolución del Códice Chimalpahin a México, mismo que se encuentra en la bóveda de la BNAH y fue digitalizado para su consulta pública.
En 2020 coordinó junto a Alejandra Moreno Toscano el proyecto de digitalización del Códice de la Cruz-Badiano, mismo que se encuentra en las bóvedas del BNAH.En 2022 editó el Lienzo de Tlaxcala en una edición comentada.

## Obra
- Códice Chavero de Huexotzingo. Proceso a sus oficiales de república (2008)
- Códice Guillermo Tovar de Huejotzingo, volúmenes 1 y 2 (2011)
- Félix Cruz, cantor suriano (2012)
- Códice Boturini o Tira de la Peregrinación (2015)
- Huejotzingo, cuatro siglos de historia (2016)
- Chiautzingo: destellos de su historia (2018)
- Tonalámatl de Aubin (2018)
- México gentil, católico y politico. Obra inédita escrita por Ignacio Carrillo y Pérez (2018)
- Carvajal, Luis de Carvajal el mozo (2019)
- Códice de la Cruz-Badiano (2020)
- Códice maya de México, Almanaque de Venus (2021)
- Lienzo de Tlaxcala (2021)

### En coautoría
- Códice Humbolt Fragmento 1 y Códice Azoyú 2 Reverso: Nómina de tributos de Tlapa y su provincia al Imperio Mexicano (coautoría con Gerardo Gutiérrez y Viola Köning, 2009)
- Códice Azoyú 2. Política y territorio en el señorío de Tlapa Tlachinollan, siglos XIV-XVI. Coautoría con Gerardo Gutiérrez. Presentación de Miguel León-Portilla (2014)
- Don Francisco de Echeveste, armas y nobleza. Coautoría con Ana Rita Valero de García Lazcuráin (2015)
- Códices de México (2021) Colaboración con Miguel León-Portilla, Alfredo López Austin y Xavier Noguez.

## Premios y reconocimientos
- Premio INAH Francisco Javier Clavijero, correspondiente a la mejor tesis de Licenciatura de Historia y Etnohistoria 2005. Con la tesis: Códice Chavero de Huexotzingo. Análisis glífico y paleográfico de un pleito judicial del siglo XVI. (2005)[6]
- Medalla Alfonso Caso al Mérito Universitario, otorgado por la Universidad Nacional Autónoma de México. (2007)[6]
- Premio INAH Raúl Guerrero. Correspondiente a la mejor investigación del Patrimonio musical con el libro: Félix Cruz, cantor suriano. (2012)[7]
- Condecoración Estatal Vicente Guerrero (2012)[6]
- Premio CANIEM a la mejor edición facsimilar, Códice Boturini, INAH, (2015)[8]
- Mención Honorífica Premio García Cubas en la categoría Científica a la obra México gentil, católico y político. Obra inédita escrita por Ignacio Carrillo y Pérez. (2019)[9]
- Premio CANIEM al libro Códices de México en la categoría de Ensayos y Estudios. (2021)[10]
- Reconocimiento Tlamatini y Guardián de los Códices por California State University, Los Angeles (2022)[11]